# Colibri d'Allen
Selasphorus sasin
Espèce
Statut de conservation UICN

 LC  : Préoccupation mineure
Statut CITES
Le Colibri d'Allen (Selasphorus sasin) est une espèce d'oiseau de la famille des Trochilidae.

## Description

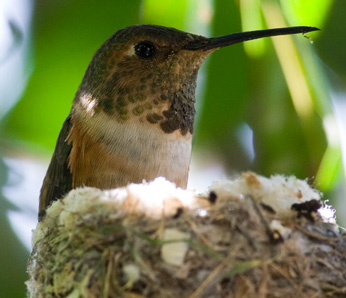
♀

## Sous-espèces
D'après Alan P. Peterson, il existe deux sous-espèces :
- Selasphorus sasin sasin (Lesson, 1829) ;
- Selasphorus sasin sedentarius  Grinnell, 1929.

Carte de répartition de l'espèce
Zone de nidification
Zone de nidification et d'hivernage
Zone d'hivernage